# Höchst (Austria)
Höchst – gmina w Austrii, w kraju związkowym Vorarlberg, w powiecie Bregencja. Według Austriackiego Urzędu Statystycznego liczyła 7775 mieszkańców (1 stycznia 2015).